# Crystalex
Crystalex CZ s.r.o. je český podnik vyrábějící užitkové sklo. Je největším domácím a předním světovým výrobcem nápojového skla. Společnost vlastní prestižní ochrannou známku Bohemia Crystal. Hlavní výrobní závod je v Novém Boru.
Produkty firmy jsou strojově vyráběné výrobky ze sodnodraselného skla (tzv. crystalin) a to především kalíšky, odlivky, dekantery, džbány a vázy. Některé výrobky jsou dále zušlechťovány dekoračními technikami a to jak tradičními, tak moderními (pantograph, diaryt, stříkání, pískování, malování, vysoký smalt a sítotisk).

## Historie
V říjnu 1945 byl vydán Dekret o znárodnění velkých průmyslových podniků, následně, v roce 1948, vzniká národní podnik Borocrystal, sdružující 55 původních drobných provozoven a skláren, a národní podnik Umělecké sklo. Konsolidací těchto podniků spolu s n. p. Borské sklárny vznikl v roce 1953 státní podnik Borské sklo.
V roce 1967 byla dokončena výstavba nového výrobního areálu v Novém Boru. Budovy sklářského kombinátu byly stavěny v letech 1965 až 1967. Byla to v této době první velká investiční akce svěřená zahraniční firmě, sdružení jugoslávkých podniků Union Engineering.
V kombinátu byla zahájena výroba v roce 1967 a od roku 1972 zde fungovala první automatizovaná linka, tedy i sériová výroba (strojně foukaná kalíškovina). V roce 1974 podnik změnil název na Crystalex. V 70. letech pod koncern Crystalex se sídlem v Novém Boru postupně přešla výroba užitkového skla v tehdejším Československu. Crystalex tak ve své době sdružoval většinu českých skláren vyrábějících užitkové sklo.
Prodej výrobků Crystalexu na zahraničních trzích zajišťoval podnik zahraničního obchodu Skloexport.

### Po roce 1989

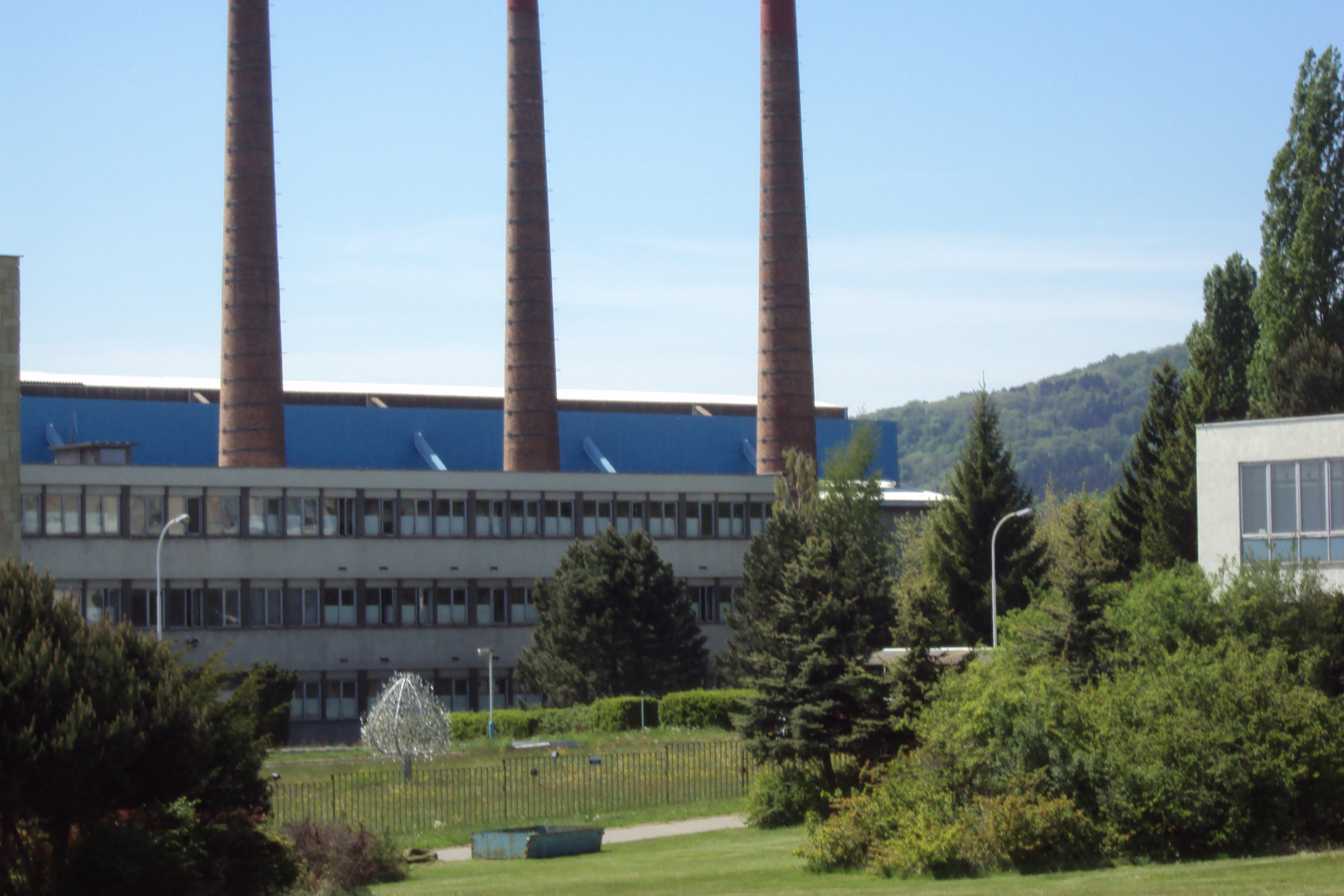
Výrobní budovy Crystalexu, ulice B. Egermanna

Po roce 1989 se řada provozoven státního podniku osamostatnila a byla privatizována. V Novém Boru a okolí vzniklo několik malých skláren.
Centrální podnik v Novém Boru byl od 1. ledna 1994 akciová společnost, 21. května 1997 schválila vláda Václava Klause návrh ministra financí Ivana Kočárníka na prodej 72 % akcií společnosti Porcela Plus. Nová mateřská společnost Bohemia Crystalex Trading (BCT) sdružovala také Sklárnu Kavalier Sázava, Sklárny Bohemia Poděbrady, Sklo Bohemia Světlá nad Sázavou, Porcela Plus Praha, Karlovarský porcelán a Concordia.
V roce 2008 měl Crystalex čtyři výrobní závody: Nový Bor, Hostomice nad Bílinou, Karolinka a Vrbno pod Pradědem. Karolinka i Vrbno byly postaveny v 19. století, kdy došlo k největšímu rozvoji výroby skla.
V roce 2008 firma, patřící do sklářské skupiny BCT a mající obrat 1,5 miliardy Kč, zkrachovala. V lednu 2008 společnost BCT sama na sebe podala návrh na zahájení insolvence. 1. října 2008 začalo platit tříměsíční moratorium, které znamenalo ochranu dodávek energií a umožnilo pokračovat ve výrobě. Majitelé museli v této lhůtě najít nového investora. Moratorium skončilo 30. prosince 2008. BCT odmítla požádat o jeho měsíční prodloužení, Crystalex zamířil do konkurzu. Dne 20. ledna 2009 byla zastavena výroba ve všech závodech, všech 1800 zaměstnanců (z toho 1200 v Novém Boru) dostalo výpověď.

### Vývoj názvu
- 1948 Borocrystal, národní podnik
- 1953 Borské sklo
- 1972 Crystalex
- 1993 Crystalex a.s.
- 2009 Crystalex CZ, s.r.o.

## Současnost

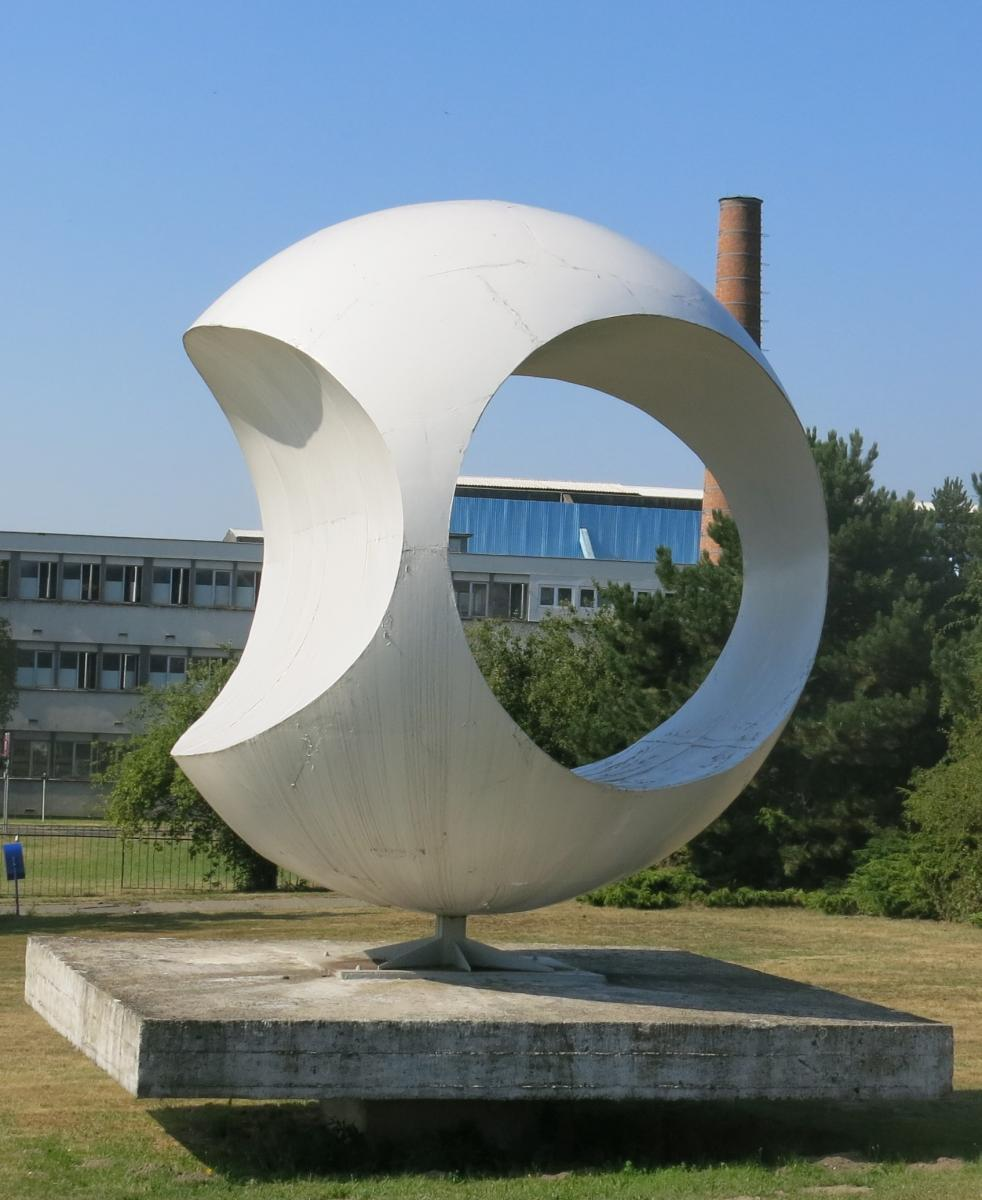
Betonová plastika před továrnou

Dne 6. srpna 2009 koupila výrobní závody v Novém Boru a Karolince za 362,7 milionů Kč sklářská skupina CBC Invest, s ruským a slovenským kapitálem, zastoupená českým podnikatelem Jiřím Huderou.
V lednu 2010 byla výroba novým vlastníkem obnovena. V roce 2010 vykázal Crystalex mnohamilionový zisk, vrátil se na zahraniční trhy. Ke konci roku 2010 zaměstnaly sklárny v Novém Boru 500 lidí a 170 v Karolince.
Novoborská sklárna vyváží své sklářské produkty do 60 zemí ve světě a je nyní největším výrobcem nápojového skla v České republice. Společnost vlastní ceněnou ochrannou známku Bohemia Crystal. Podílí se na organizaci sklářských sympozií IGS (International Glass Sympozium), konaných každé tři roky počínaje rokem 1982.
V roce 2013 byla vybudována nová sklářská pec se třemi výrobními linkami na větší kusy skla. Objem výroby se dostal na úroveň roku 2008 (před krachem), počet pracovníků stoupl na 646.V roce 2013 měl podnik tržby 870 mil. Kč, pro rok 2014 je odhad tržeb 1 miliarda Kč při stabilizovaném počtu 650 kmenových a 130 agenturních pracovníků.
Kvůli zvýšení efektivity byla v roce 2020 výroba i dekorace výrobků soustředěná do Nového Boru. Závod v Karolince na Vsetínsku byl uzavřen.

## Sbírka skla
Velmi cenná, unikátní sbírka 1500 kusů skla Crystalexu byla zakoupena za 8,5 milionů Kč Nadací Josefa Viewegha a v letech 2009 až 2011 vystavena v druhém patře zámku Lemberk. Poté se odstěhovala do nově vytvořeného Centra sklářského umění v městečku Sázava na Benešovsku. Někdy bývá také zapůjčována do Nového Boru.